# Stan Musial
Stanley Frank „Stan“ Musial (* 21. November 1920 in Donora, Pennsylvania als Stanisław Franciszek Musiał; † 19. Januar 2013 in Ladue, Missouri) war ein US-amerikanischer Baseballspieler, der 22 Saisons in der Major League Baseball (MLB) gespielt hat. Seine gesamte Karriere verbrachte er dabei bei den St. Louis Cardinals. Zusammen mit Willie Mays hält er den Rekord mit 24 Teilnahmen beim jährlichen MLB All-Star Game. Er war einer der erfolgreichsten Baseballspieler.
Er erreichte in seiner Karriere mit 3630 Hits die viert-meisten Hits und die meisten in einer Karriere mit nur einem Team. Er gewann zusammen mit den St. Louis Cardinals dreimal die World Series und erreichte während seiner Karriere mehrere Auszeichnungen als Most Valuable Player.
Musial wurde 1969 sofort beim ersten Anlauf in die National Baseball Hall of Fame aufgenommen. 2011 bekam er von Präsident Barack Obama die Presidential Medal of Freedom verliehen.